# Wolfgang Wieland

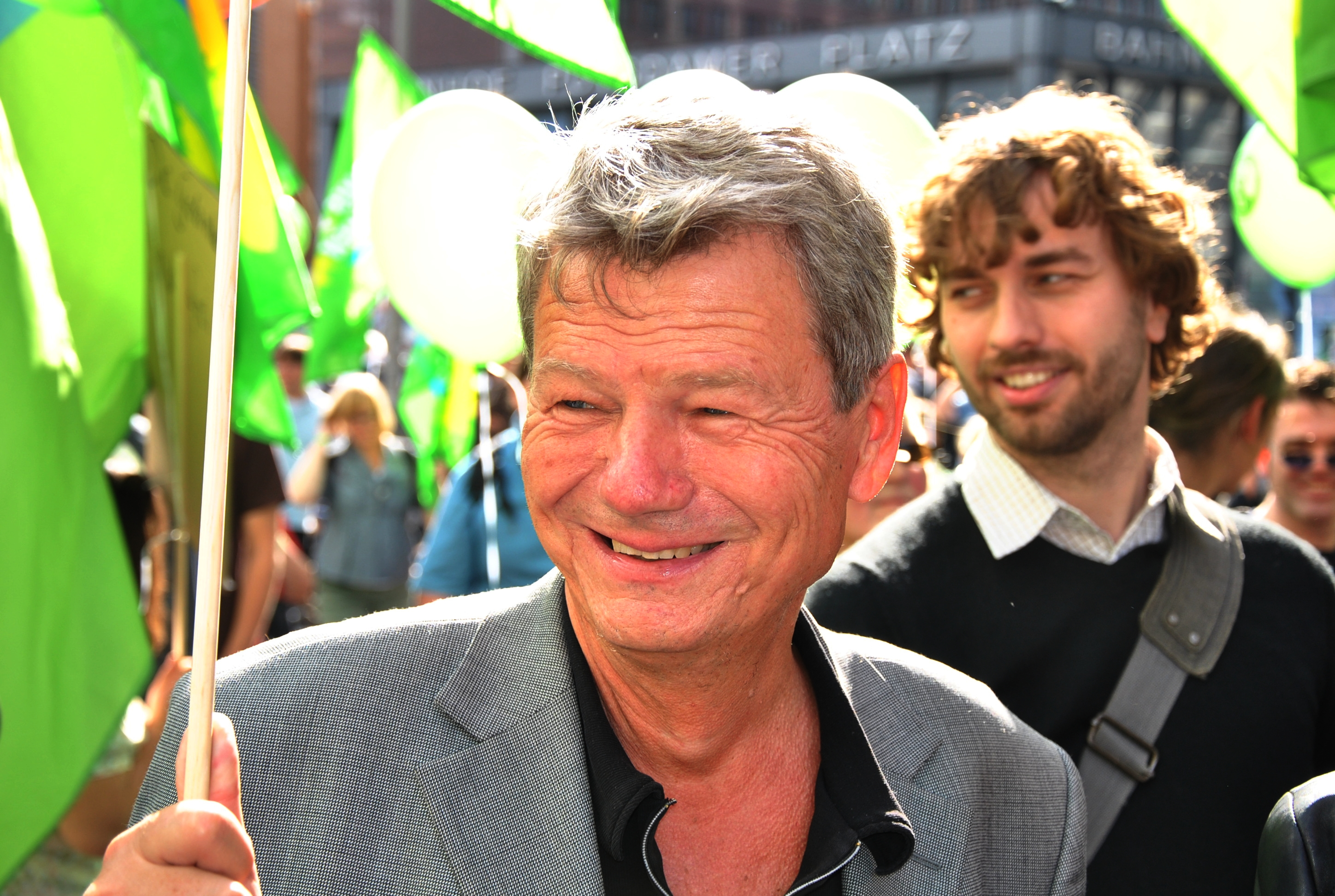
Wolfgang Wieland (2009), im Hintergrund Stefan Gelbhaar

Wolfgang Wieland (* 9. März 1948 in Berlin; † 5. Dezember 2023) war ein deutscher Rechtsanwalt und Politiker (Bündnis 90/Die Grünen). Er war von 2005 bis 2013 Mitglied des Deutschen Bundestages und von 2001 bis 2002 Bürgermeister und Senator für Justiz des Landes Berlin.

## Leben und Beruf
Nach dem Abitur 1966 in Frankfurt am Main absolvierte Wieland ein Studium der Rechtswissenschaft an der Johann Wolfgang Goethe-Universität in Frankfurt und der Freien Universität Berlin, welches er 1973 mit dem ersten juristischen Staatsexamen beendete. Nach dem Referendariat legte er 1976 das zweite Staatsexamen ab.
1973 erhielt Wieland ein mehrjähriges Einreiseverbot in die DDR, da er anlässlich der Weltfestspiele der Jugend und Studenten versucht hatte, Flugblätter in die DDR zu schmuggeln. Ab 1977 war Wieland als selbstständiger Rechtsanwalt tätig. Seiner Kanzlei gehört auch die ehemalige Fraktionsvorsitzende von Bündnis 90/Die Grünen, Renate Künast, als Anwältin an. Zu Wielands Mandanten gehörte auch der türkische Asylbewerber Cemal Altun, der sich 1983 aus Angst vor der Abschiebung in die türkische Militärdiktatur mit einem Sprung aus einem Fenster im sechsten Stock des Oberverwaltungsgerichts Berlin das Leben nahm.
Ab 2009 engagierte sich Wieland im Vorstand der Deutschen Gesellschaft e. V. Darüber hinaus war er stellvertretender Präsident des Volksbundes Deutsche Kriegsgräberfürsorge.
Im Oktober 2020 übernahm er die Aufgabe eines ehrenamtlichen Ombudsmannes für das Landesamt für Einwanderung Berlin. In dieser Funktion sollte er Einwanderer durch Information und Beratung unterstützen und Ansprechpartner für die Mitarbeiter etwa für Verbesserungsvorschläge sein.
Wieland war mit einer Arbeitsrichterin verheiratet und Vater zweier Töchter. Er starb nach schwerer Krankheit im Dezember 2023 im Alter von 75 Jahren.
Am 5. Januar 2024 wurde er beigesetzt.

## Politik
Wieland war bei der Demonstration am 2. Juni 1967 in West-Berlin gegen den Schah von Persien dabei, bei der die Polizei Demonstranten verprügelte und in deren Umfeld der Beamte Karl-Heinz Kurras den Studenten Benno Ohnesorg aus nächster Nähe von hinten erschoss. Später wandte sich Wieland zeitweise der maoistischen KPD/AO zu.
Im Jahr 1978 gehörte Wieland zu den Mitbegründern der Alternativen Liste (AL) in Berlin. Von 1987 bis 1989 sowie von 1990 bis 2004 gehörte Wieland dem Abgeordnetenhaus von Berlin an und war dort von 1987 bis 1989, von 1993 bis 1995, von 1999 bis 2001 sowie letztmals von 2002 bis 2004 Vorsitzender der Fraktion der AL bzw. von Bündnis 90/Die Grünen. Im Jahr 2004 war Wieland Spitzenkandidat der Grünen für die Landtagswahl in Brandenburg. Bei dieser Wahl konnten die Grünen zwar einen Stimmenzuwachs von 1,7 % der Stimmen erreichen, scheiterten mit einem Ergebnis von 3,6 % jedoch an der Fünf-Prozent-Hürde.
Von 2005 bis 2013 war er als Sprecher der Bundestagsfraktion Bündnis 90/Die Grünen für Innere Sicherheit Mitglied des Deutschen Bundestages. Wolfgang Wieland war über die Landesliste Berlin in den Bundestag eingezogen. Bei der Bundestagswahl 2009 kandidierte Wieland wie schon 2005 für den Bundestagswahlkreis Berlin-Mitte. Dort erreichte er 21,5 Prozent der Stimmen und landete auf dem dritten Platz knapp hinter der SPD-Kandidatin Eva Högl (26,0 Prozent) und dem CDU-Kandidaten Christian Burholt (22,0 Prozent). Er war in der 17. Wahlperiode Mitglied des Bundestags-Innenausschusses und  Mitglied im Untersuchungsausschuss zur Terrorgruppe Nationalsozialistischer Untergrund. Bei den Wahlen zum 18. Deutschen Bundestag am 22. September 2013 trat er nicht erneut an.

## Öffentliche Ämter
Nach dem Bruch der Großen Koalition in Berlin im Sommer 2001 kam es zur Bildung einer auf Duldung durch die PDS angewiesenen rot-grünen Koalition unter dem Regierenden Bürgermeister Klaus Wowereit (SPD). Wieland wurde daraufhin am 16. Juni 2001 zum Bürgermeister und Justizsenator des Landes Berlin gewählt. Als die SPD nach der vorgezogenen Abgeordnetenhauswahl eine Koalition mit der PDS einging, schied Wieland am 17. Januar 2002 aus dem Amt.
In der 18. Wahlperiode des Deutschen Bundestages (2013 bis 2017) war Wieland stellvertretendes Mitglied der G 10-Kommission.
Im November 2020 wurde er von den Obleuten des Wirecard-Untersuchungsausschusses des 19. deutschen Bundestages als Sonderermittler bestellt, der die Geheimdienstverstrickungen des Unternehmens aufklären helfen sollte.

## Kabinett
- Senat Wowereit I

## Ehrung
- 2021: Stadtältester von Berlin[10]